# ديفيد كايادو
ديفيد كايادو (بالبرتغالية: David Caiado Dias) (2 مايو 1987 بلوكسمبورغ في لوكسمبورغ - ) هو لاعب كرة قدم برتغالي في مركز الوسط. شارك مع منتخب البرتغال تحت 16 سنة لكرة القدم ومنتخب البرتغال تحت 19 سنة لكرة القدم ومنتخب البرتغال تحت 20 سنة لكرة القدم. أما مع النوادي، فقد لعب مع أولمبياكوس نيقوسيا وإشتوريل برايا وبونفيرادينا وزاغويمبيه لوبين وسبورتينغ لشبونة وفيتوريا دي غيماريش ونادي بيروي ستارا زاغورا ونادي تافريا سيمفروبول ونادي ميتاليست خاركيف وديسبورتيفو تروفينسي وVitória S.C. B ‏.

## روابط خارجية
- ديفيد كايادو على موقع اتحاد أوكرانيا (الإنجليزية)
- ديفيد كايادو على موقع قاعدة بيانات كرة القدم.إي يو (الإنجليزية)
- ديفيد كايادو على موقع Soccerway.com (الإنجليزية)
- ديفيد كايادو على موقع AS.com (الإسبانية)